# Nobunari Oda
Nobunari Oda (japonês: 織田 信成, Hepburn: Oda Nobunari, Takatsuki, Osaka, 25 de março de 1987) é um ex-patinador artístico japonês. Nobunari Oda foi campeão do Campeonato dos Quatro Continentes de Patinação Artística no Gelo de 2006, quatro vezes finalista da Final do Grand Prix de Patinação Artística no Gelo (prata em 2009 e 2010, bronze em 2006 e 2013), campeão do Mundial Júnior de Patinação Artística no Gelo em 2005 e campeão japonês em 2008.

## Principais resultados
| Resultados | Resultados    | Resultados        | Resultados        | Resultados        | Resultados        | Resultados        | Resultados      | Resultados       | Resultados       | Resultados       | Resultados        | Resultados        | Resultados    |
| Internacional | Internacional | Internacional     | Internacional     | Internacional     | Internacional     | Internacional     | Internacional   | Internacional    | Internacional    | Internacional    | Internacional     | Internacional     | Internacional |
| Evento/Temporada | 2001– 2002    | 2002– 2003        | 2003– 2004        | 2004– 2005        | 2005– 2006        | 2006– 2007        |                 | 2008– 2009       | 2009– 2010       | 2010– 2011       | 2011– 2012        | 2012– 2013        | 2013– 2014    |
| --- | ------------- | ----------------- | ----------------- | ----------------- | ----------------- | ----------------- | --------------- | ---------------- | ---------------- | ---------------- | ----------------- | ----------------- | ------------- |
| Jogos Olímpicos |               |                   |                   |                   |                   |                   |                 | 7º               |                  |                  |                   |                   |               |
| Campeonato Mundial |               |                   |                   |                   | 4º                | 7º                | 7º              | 28º              | 6º               |                  |                   |                   |               |
| Campeonato dos Quatro Continentes |               |                   |                   |                   | Medalha de ouro   |                   | 4º              |                  |                  |                  |                   |                   |               |
| GP Grand Prix Final |               |                   |                   |                   | 4º                | Medalha de bronze |                 | Medalha de prata | Medalha de prata |                  |                   | Medalha de bronze |               |
| GP Cup of China |               |                   |                   |                   |                   |                   |                 | Medalha de ouro  |                  | Medalha de prata |                   |                   |               |
| GP NHK Trophy |               |                   |                   |                   | Medalha de ouro   | Medalha de prata  | Medalha de ouro |                  |                  |                  |                   | Medalha de prata  |               |
| GP Rostelecom Cup |               |                   |                   |                   |                   |                   |                 |                  |                  |                  | 5º                |                   |               |
| GP Skate America |               |                   |                   |                   |                   | Medalha de ouro   |                 |                  | Medalha de prata |                  |                   |                   |               |
| GP Skate Canada International |               |                   |                   |                   | Medalha de bronze |                   |                 |                  | Medalha de prata |                  | Medalha de bronze | Medalha de bronze |               |
| GP Trophée Éric Bompard |               |                   |                   |                   |                   |                   |                 | Medalha de ouro  |                  | 7º               |                   |                   |               |
| Bavarian Open |               |                   |                   |                   |                   |                   |                 |                  |                  |                  | Medalha de ouro   |                   |               |
| Karl Schäfer Memorial |               |                   |                   |                   |                   |                   | Medalha de ouro |                  |                  |                  |                   |                   |               |
| Nebelhorn Trophy |               |                   |                   |                   |                   |                   | Medalha de ouro |                  |                  |                  | Medalha de ouro   | Medalha de ouro   |               |
| Universíada |               |                   |                   |                   |                   | Medalha de prata  |                 |                  | Medalha de ouro  |                  |                   |                   |               |
| Internacional – Júnior |               |                   |                   |                   |                   |                   |                 |                  |                  |                  |                   |                   |               |
| Campeonato Mundial Júnior |               |                   | 11º               | Medalha de ouro   |                   |                   |                 |                  |                  |                  |                   |                   |               |
| JGP JGP Final |               |                   | 8º                |                   |                   |                   |                 |                  |                  |                  |                   |                   |               |
| JGP JGP Eslováquia |               | Medalha de prata  | Medalha de prata  |                   |                   |                   |                 |                  |                  |                  |                   |                   |               |
| JGP JGP Estados Unidos |               |                   |                   | 4º                |                   |                   |                 |                  |                  |                  |                   |                   |               |
| JGP JGP Itália |               | 7º                |                   |                   |                   |                   |                 |                  |                  |                  |                   |                   |               |
| JGP JGP Japão |               |                   | Medalha de bronze |                   |                   |                   |                 |                  |                  |                  |                   |                   |               |
| JGP JGP Ucrânia |               |                   |                   | Medalha de bronze |                   |                   |                 |                  |                  |                  |                   |                   |               |
| Mladost Trophy |               |                   | Medalha de ouro   |                   |                   |                   |                 |                  |                  |                  |                   |                   |               |
| Nacional |               |                   |                   |                   |                   |                   |                 |                  |                  |                  |                   |                   |               |
| Campeonato Japonês | 16º           | 6º                | 5º                | Medalha de bronze | Medalha de prata  | Medalha de prata  |                 | Medalha de ouro  | Medalha de prata | Medalha de prata | WD                | 4º                | 4º            |
| Campeonato Japonês – Júnior | 4º            | Medalha de bronze | Medalha de prata  | Medalha de ouro   |                   |                   |                 |                  |                  |                  |                   |                   |               |
| Equipes |               |                   |                   |                   |                   |                   |                 |                  |                  |                  |                   |                   |               |
| Troféu Mundial por Equipes |               |                   |                   |                   |                   |                   |                 | 3T/3P            |                  |                  |                   |                   |               |
| |               |                   |                   |                   |                   |                   |                 |                  |                  |                  |                   |                   |               |
| Legenda: GP = Grand Prix; JGP = Grand Prix Júnior; T = Posição da equipe; P = Posição individual; Competição não foi disputada nesta temporada |               |                   |                   |                   |                   |                   |                 |                  |                  |                  |                   |                   |               |

### Pro-am
| Resultados                                             | Resultados       | Resultados       | Resultados    | Resultados    | Resultados    | Resultados    | Resultados    | Resultados    | Resultados    | Resultados    | Resultados    | Resultados    | Resultados    |
| Internacional                                          | Internacional    | Internacional    | Internacional | Internacional | Internacional | Internacional | Internacional | Internacional | Internacional | Internacional | Internacional | Internacional | Internacional |
| Evento/Temporada                                       | 2014– 2015       | 2015– 2016       | 2016– 2017    | 2017– 2018    | 2018– 2019    |               |               |               |               |               |               |               |               |
| ------------------------------------------------------ | ---------------- | ---------------- | ------------- | ------------- | ------------- | ------------- | ------------- | ------------- | ------------- | ------------- | ------------- | ------------- | ------------- |
| Medal Winners Open                                     | Medalha de prata | Medalha de prata |               |               |               |               |               |               |               |               |               |               |               |
| Equipes                                                |                  |                  |               |               |               |               |               |               |               |               |               |               |               |
| Japan Open                                             |                  |                  | 1T/3P         | 2T/4P         | 1T/2P         |               |               |               |               |               |               |               |               |
|                                                        |                  |                  |               |               |               |               |               |               |               |               |               |               |               |
| Legenda: T = Posição da equipe; P = Posição individual |                  |                  |               |               |               |               |               |               |               |               |               |               |               |